# 203-й центр підготовки сержантського складу (Україна)
203-й центр підготовки сержантського складу (203 ЦПСС) — спеціалізований навчальний центр підготовки сержантського складу в структурі Військово-Морських Сил Збройних Сил України. Це навчальний заклад, який здійснює підготовку сержантів і старшин усіх рівнів для органів управління і військових частин Військово-Морських Сил Збройних Сил України за стандартами НАТО. Центр є першою військовою частиною Військово-Морських Сил ЗС України, яку очолює мічман, та в якій майбутніх сержантів і старшин готують інструктори виключно старшинського складу за принципом НАТО «Сержант готує сержанта».

## Історія
Центр сформовано 31 травня 2017 року в Миколаєві. Першим начальником центру призначений мічман Юрій Клімкін, який бойового досвіду набував у підрозділах морської піхоти від матроса до головного сержанта окремого батальйону морської піхоти, пройшов відповідну курсову підготовку за стандартами НАТО. Інструкторами центру стали підготовлені сержанти і старшини, які мають досвід бойового застосування сил в морі, районах проведення антитерористичної операції на території Донецької і Луганської областей. Центр оснащений сучасною навчально-тренувальною базою, системну допомогу у підготовці спеціалістів надають головні сержанти і інструктори  військово-морських сил країн – членів НАТО. 
28 вересня 2017 року відбувся перший випуск військовослужбовців військової служби за контрактом, які пройшли навчання за програмою “Курс лідерства базового рівня” у центрі підготовки сержантського складу Військово-Морських Сил ЗС України. Сертифікати про проходження курсу отримали 40 випускників. Це вперше, коли майбутніх сержантів і старшин готували інструктори виключно старшинського складу за принципом НАТО. Зазначається, що 2016 року група експертів програми НАТО працювала над оцінкою даної програми та оцінила її відповідність стандартам НАТО на 86%, що є значним показником, адже відповідність підтверджується вже при 70%.
10 січня 2018 року в центрі проводився курс розвитку лідерських якостей. Заняття для сержантів морської піхоти проводяться за участі Мобільної тренувальної групи морської піхоти Сполучених Штатів Америки шляхом неформального спілкування та взаємного обміну думками. За словами головного старшини 36-ї бригади морської піхоти Військово-Морських Сил ЗС України, подібні заходи мають виключно позитивний характер, адже сержант у своєму підрозділі має бути не лише командиром, він повинен бути лідером.
У командуванні ВМС зазначають, що проведення таких курсів планується на постійній основі.
20 жовтня 2018 року завершився курс підготовки з лідерства базового та середнього рівнів у рамках багаторівневої підготовки сержантського складу.
У травні 2019 року в центрі було завершено будівництво смуги реакції лідера, другої в країні після 197-го ЦПСС СВ в якому її звели роком раніше.

## Командування
- старший мічман Юрій Клімкін[6]

## Зовнішні посилання
- Ірина Сампан (24 січня 2018). Роль сержанта в ЗСУ. Чому це важливо і як готують лідерів за стандартами НАТО?. www.ukrmilitary.com. Ukrainian Military Pages. Архів оригіналу за 25 січня 2018. Процитовано 24 січня 2018.